# 馬嘉伶
真楪伶（1996年12月21日—），原名馬嘉伶，是在日本發展的台灣藝人，為日本偶像團體AKB48前成員，也是AKB48首位非日本出身的成員，本籍台中，出生於高雄。2015年通過「AKB48台灣徵選活動」成為AKB48台灣研究生，同年底成為AKB48的「台灣留學生」，展開在日本的演藝活動；2016年2月21日升格為正式成員並進入團內分隊Team B，2018年4月2日轉移分隊至Team 4，2022年4月19日轉移分隊至Team A，2024年2月20日自AKB48畢業，畢業後改名「真楪伶」從事演藝活動。

## 經歷
馬嘉伶出生於高雄，幼年時期有3年住在岡山鎮（今高雄市岡山區）。高中就讀台中私立名校明道中學的餐旅學群，在高二下時考進實驗班，積極參加日文社、法文社等課外社團，除了考取日本語能力試驗N4級之外，並擔任日文社的社長，也有往日本發展的夢想。當時的班級導師表示馬嘉伶「雖然文靜話不多，但卻很清楚自己要的是什麼」。2015年高中畢業後，升學至實踐大學餐飲管理學系，並就讀至同年底赴日加入AKB48為止。

### 加入AKB48過程
馬嘉伶14歲時開始喜歡上AKB48，並看到AKB48為東日本大震災的賑災表演活動，萌生進入演藝圈的想法。曾經嘗試廣告和模特兒甄選，但六次都失敗，最後與姊姊一同參加AKB48台灣徵選活動，並從兩千多人中脫穎而出。
2015年8月6日，AKB48台灣徵選活動發表最終審查結果，馬嘉伶為17位合格成員之一。2015年12月15日，以AKB48首位「臺灣研究生」身分在東京巨蛋表演廳舉行的「第5屆AKB48紅白對抗歌合戰」首次亮相，獨自演唱中文、日文混合版的《無限重播》。2016年2月，正式赴日展開演藝活動。2月21日，於AKB48《紅唇Be My Baby》的握手會中公布以等同於正式成員的「臺灣留學生」身分升格並成為Team B成員，成為AKB48台灣徵選活動合格成員中唯一成功加入AKB48者。

### 正式成為AKB48成員後
2016年3月4日首次在Team B「正在恋爱中」公演中作为前座女孩于公演开演前演唱「戀愛捉迷藏」一曲暖场。4月17日，於Team B「正在恋爱中」公演，正式於劇場出道。并在5月21日首次出席AKB48單曲握手會。5月31日，与同屬Team B的達家真姫宝、福岡聖菜、横島亚衿三人一起，在翻译的陪同下，首次出演手机电视台NOTTV的直播节目《AKB48的你、是谁？》。7月16日，与Team 8的佐藤七海、仓野尾成美一同回到台湾，參加在台北世貿一館舉行的「台北國際夏季旅展」的粉絲見面活動。8月5日，初次参加AKB48于暑期举行的「我的太陽」公演。8月11日，返台以卡片遊戲機台「Aikatsu！偶像學園」台灣代言人的身分，出席在台北世貿一館舉行的第17屆漫畫博覽會。
2017年1月9日，與其他31名成員在東京的神田明神参加了成人禮。5月9日深夜（10日凌晨），參演的AKB48冠名節目《AKBINGO!》播出，是她首次在日本主流電視媒體的節目中登場，此後因發言逗趣，逐漸成為《AKBINGO!》的固定班底之一。在5月25日至6月16日举行的「AKB48第49張單曲選拔總選舉 × SHOWROOM」活动中获得第12名，並因此成為《＃就是喜歡你》所收錄C/W曲《獨享的夏天》（プライベートサマー）的選拔成員之一。12月發行的《月刊AKB48团体新闻》中，與同樣在《AKBINGO!》表現活躍的Team 4成員佐藤妃星一同獲得「2017年綜藝女主角獎」。12月8日於AKB48劇場举行的「AKB48 12周年紀念公演」中，AKB48營運方發表組閣（團員編組調整）消息，宣佈她将轉移分隊至Team 4，新的隊伍體制於2018年4月2日實施。
2018年1月21日公布的AKB48第51张单曲《Ja-Ba-Ja》選拔名单中，馬嘉伶初次进入选拔，成為AKB48第一位台灣出身的選拔成員；而在同张单曲的剧场版里，也收录了馬嘉伶初次担任中心站位的歌曲《交到朋友了》。4月25日，其AKB48官網個人檔案中的「臺灣留學生」頭銜去除，象徵馬嘉伶做為AKB48一員的身分已與其他成員無異。6月18日，於「AKB48第53張單曲世界選拔總選舉」中獲得15,107票，得到第97名，参选三年首次進入AKB48選拔總選舉圈內。而在8月14日，马嘉伶也参加了她于村山Team 4的首场公演。
2019年6月26日，馬嘉伶與队友加藤玲奈于台北举行记者会，宣佈AKB48於10月19日在臺北小巨蛋舉行首次台灣演唱會；身為AKB48唯一台灣出身的成員，馬嘉伶亦為該場演唱會的選拔演出16人之一，並且在演唱會上向歌迷高呼「我帶著AKB的成員們來台灣了」。
2020年5月25日，馬嘉伶宣布加入事務所JPEG，並開設YouTube頻道。
2022年12月28日，宣佈移籍至事務所CANVAS。
2023年11月30日，在「我的太陽」公演宣布將在2024年2月畢業，毕业后将改名“真楪伶”从事演艺活动。
2024年2月20日，在毕业公演举行后正式离团。
2024年11月30日，與CANVAS事務所之兩年合約到期，轉為獨立發展 。

## 人物
- 唯一一位成为AKB48正式成员的AKB48台灣研究生。
- AKB48集團中推的成員是原NMB48的山本彩[39]。
- AKB48集團中关系好的成員及前成员有福岡聖菜、樋渡結依、佐佐木優佳里、阿部玛利亚以及太野彩香[40]等。
- 昵称除了将姓名写作平假名的（Macharin）之外，还有與原名的中日兩語發音皆相近的「抹茶」这一昵称[41][1]。因为「对于抹茶来说，红豆是不可或缺的存在」，她将自己的粉丝取名为（红豆的日文稱呼）[1][42]。
- AKB48家族的成员会教她日语[6][42][43]，而HKT48成员田島芽瑠所教授的这一短语[注 4]在日本电视台节目《AKBINGO!》表演之后[20]，更是被反复提及成为个人特色[42][44]。因为这段关系，二人还组队参加了AKB48家族第二届组队猜拳大会（日语：AKB48グループ 第2回ユニットじゃんけん大会〜空気を読むな、心を読め!〜）[45]。

## 參與歌曲
- 標註「★」符號者表示該首歌曲有拍攝MV

### 独唱歌曲
- 飛向人生冒險・你／妳和我（人生クエストを君と） - AKB48×怪物彈珠（繁体字版）原创歌曲、中日双语
- Mellow Love - 我喜歡你 - 电视剧《Mellow Love》主題歌 [46]

### 單曲CD
|      | 發行日期       | 單曲名稱         | 參與歌曲名稱   | 名義                         | 收錄於 | MV | 備註               |
| ---- | -------------- | ---------------- | -------------- | ---------------------------- | ------ | -- | ------------------ |
| 44th | 2016年06月01日 | 不需要翅膀       | 一談戀愛就變傻 | Team B                       | Type-A | ★  | 出道作品           |
| 48th | 2017年05月31日 | 空有願望         | 前兆           |                              | Type-A | ★  | [ 48 ]             |
| 49th | 2017年08月30日 | ＃就是喜歡你     | 獨享的夏天     | SHOWROOM選拔                 | Type-D | ★  | [ 49 ]             |
| 51st | 2018年03月14日 | Ja-Ba-Ja         | Ja-Ba-Ja       |                              | 全版本 | ★  | A面曲 首次進入選拔 |
| 51st | 2018年03月14日 | Ja-Ba-Ja         | 交到朋友了     | 抹茶和伙伴們。               | 劇場盤 |    | 首次擔任Center     |
| 52th | 2018年05月30日 | Teacher Teacher  | 貓過敏         | Team 4                       | Type-D | ★  |                    |
| 53th | 2018年09月19日 | 感伤列车         | 浪花的讯息     | 第10届世界选拔总选举纪念小组 | Type-D | ★  |                    |
| 53th | 2018年09月19日 | 感伤列车         | 百合会盛开吗？ |                              | 劇場盤 |    |                    |
| 58th | 2021年09月29日 | 一切都成Rumor    | 大吵大鬧天國   | Second Generation            | Type-A |    |                    |
| 59th | 2022年05月18日 | 是前男友         | 懦弱的樹懶     | Team A                       | Type-A |    |                    |
| 60th | 2022年10月19日 | 久違的Lip Gloss  | 命運之歌       | 1st Generation               | 劇場盤 |    |                    |
| 61st | 2023年04月26日 | 無論如何都喜歡你 | Da Re Da       | Universe Girls               | 劇場盤 |    |                    |
| 62nd | 2023年09月27日 | 如果不是偶像的話 | In any way     | Universe Girls               | 劇場盤 |    |                    |

## 劇場公演分組曲
| 公演名稱                         | 參與歌曲名稱  | 備註                                             |
| -------------------------------- | ------------- | ------------------------------------------------ |
| Team B時期                       |               |                                                  |
| Team B 6th Stage“正在戀愛中”公演 | 恋爱捉迷藏    | 前座女孩                                         |
| Team B 6th Stage“正在戀愛中”公演 | 7点12分的初恋 | 達家真姫宝的代演                                 |
| AKB48「我的太陽」公演            | 不要叫我偶像  | 与小嶋菜月、大川莉央、村山彩希、岩立沙穂轮流演出 |
| Team 4時期                       |               |                                                  |
| Team 4「手牵手」公演             | 巧克力的下落  | 永野芹佳的代演                                   |

## 媒体出演

### 电视节目

#### 常规出演
- WakuWaku Flash節目主持人（WakuWaku Japan，2017年4月[52]起）
- 美味聖地宮崎（東森綜合台，2021年1月16日、23日／日本宫崎放送，2021年2月）

#### 不定期及单次出演
日本
- AKB48的你、是誰？（NOTTV，2016年5月31日[15]）
- AKB48 SHOW!（NHKBS Premium，2016年9月24日－，不定期演出）[53]
- AKBINGO!（日本電視台，2017年5月9日－，不定期演出）[20]
- 帅呆了！（富士电视台，2017年6月10日，作为“艺人迟到总选举SP”的Under Girls（雏坛背景）出演）
- 我们这么吵真是抱歉！（日语：ウチのガヤがすみません!）（日本電視台，2017年11月14日）
- 女搞笑艺人的頂点是!?｢THE W｣ 决赛参赛者决定!大女子会SP（女芸人の頂点は!?｢THE W｣ 決勝進出者決定!大女子会SP；日本電視台，2017年12月2日）
- AKB48神TV 第27季（家庭劇場（日语：ファミリー劇場），2018年1月21日）
- 在田中Marry Me!（日语：畑でMarry Me!）（富士電視台，2018年6月2日）
- 直播！AKB48緊急会議（富士電視台Next（日语：フジテレビNEXT），2018年6月18日）
- AKB48集团歌唱力No1決定战（TBS Chanel1，2018年12月1日）
- 通往美术之门 4（美術への扉4；SUN电视台，2019年7月20日）
- 成为话题的APP不是很好吗！（話題のアプリええじゃないか！；TOKYO MX，2019年12月12日、與佐佐木優佳里共同出演）
- 家务笨蛋!!!（日语：家事ヤロウ!!!）（朝日電視台，2020年8月26日）
- 珍奇百景鑑定團（朝日電視台，2021年4月18日）
- AKBINGO！NEO（2021年7月20日 - BS日本）[54]
- 乃木坂、越过去了〜AKB48、发生了很多但从东京电视台开始的大逆襲!〜（日语：乃木坂に、越されました～AKB48、色々あってテレ東からの大逆襲！～）（2021年、东京电视台）

台湾
- 娛樂百分百（八大综合台，2017年9月6日）
- 女人我最大（TVBS欢乐台，2017年9月15日）
- 我愛偶像（MTV娱乐台，2017年9月20日）
- 型男大主廚（三立都会台，2017年9月26日）

### 電視劇
- 《豆腐职业摔角》（2017年7月1日，朝日電視台）：客串演出
- 《馬路無理學園》（2018年7月26日 - ，日本電視台）：饰演“林文琴”
- 《Mellow Love》（2022年2月20日、三立都會台） - 主演[55][56]

### 廣播節目
- AKB48的“我们的故事”（NHK-FM频率，2017年4月21日）[57]
- ON8+1（日语：ON8+1）（bayfm，2017年5月3日 - ，不定期出演）[58]
- AKB48的All Night Nippon（日语：AKB48のオールナイトニッポン）（日本放送，2017年11月15日）
- AKB48福岡聖菜的SHIBUYA DE SHINING⭐︎（澀谷Cross-FM（日语：渋谷クロスFM），2018年12月4日）

### 網路節目
日本
- AKB48的明天請多指教（日语：AKB48の明日（みょうにち）よろしく!）（SHOWROOM、2017年3月9日）
- AKB48的你、谁？[59]（SHOWROOM、2017年2月23日 - ，不定期出演）
- 喵的房间（日语：みゃおの部屋）（SHOWROOM、第35集：2017年8月24日[60]、第47集：2018年2月8日、第125集：2021年7月22日）
- AKB48的All Night Nippon播出前Special（SHOWROOM，2017年11月15日）
- （SHOWROOM，2018年4月22日）
- AKB48第53张单曲世界选拔总选举之冠军座椅总选举（SHOWROOM，2018年5月2日）
- 猫舌SHOWROOM（日语：猫舌SHOWROOM）（SHOWROOM，2018年8月31日, 2019年10月25日，2020年3月13日）
- 怪物彈珠運極BINGO （2018年12月31日，協同MC）
- 繁体字版超絶初降臨！「開明獸」（YouTube，2019年4月19日）
- 來玩怪物彈珠吧（Youtube，2020年3月6日）

台湾
- K封面会客室（Koobii高校誌、2017年8月31日）
- live me娛樂（2017年9月1日）
- AKB48馬嘉伶–邁向怪物彈珠好手之路（YouTube不定期更新，2019年4月10日 - ）
- MONSTER STRIKE COUNTDOWN LIVE 2019→2020（YouTube , 2019年12月31日）

### 电影
- 《澪之料理帖》（2020年10月16日）[61]
- 《你相信聖誕老人多久了？》（サンタクロースをいつまで信じてた?、2021年12月16日）[62]

### 广告代言
- 卡片遊戲機台「Aikatsu！偶像學園」台灣代言人[18]（2016年－、世雅育乐）
- 游戏“怪物彈珠”繁体字版官方支持者（2019年）[63]

### 活动
- 豆腐职业摔角 The REAL 2017 WIP CLIMAX（2017年8月29日、後樂園表演廳（日语：後楽園ホール）） - Otamage Ma名义
- 豆腐职业摔角 The REAL 2018 WIP QUEENDOM （2018年2月23日、愛知縣體育館） - Otamage Ma名义
- THE BOXING SHOW NAKANO SPECIAL MATCH （2018年12月2日、中野区立中野体育館） - 与大家志津香共同作为嘉宾出席
- 涉谷LOFT9偶像倶楽部vol.9（渋谷LOFT9アイドル倶楽部vol.9）（2019年10月21日、LOFT9 Shibuya）

### 其他演出
- 舞台版《馬路無理學園》（2018年10月19日 - 28日、日本青年館） - 饰演“林文琴”[64]
- ILLUMINUS（2022年2月8日 - 10日、内幸町Hall）[65]
- 朗读剧（2022年2月19・20日）[66]
- （2022年11月23日 - 27日、CBGKシブゲキ!!（日语：CBGKシブゲキ!!））[67]

## 备注
1. ↑  「台灣留學生」这一称谓于2018年4月25日从官方描述中去除。
2. ↑  AKB48台灣徵選活動其餘的合格成員均留在台灣，並通過徵選成為AKB48在台姐妹團TPE48的成員。
3. ↑  与通常的剧场盘握手会不同，当天与其握手的歌迷并不需要事前抽选并购买附带相应参加券的剧场版单曲，而只需出示当天其他成员的握手会参加券即可参加，这是因为附有参加券的剧场盘抽选结束时，马嘉伶仍尚未正式加入AKB48，因此才改以此種方式進行握手活動。
4. ↑  羅馬拼音：；此為搞笑藝人平野諾拉的段子，意为“吓死我了”。

## 外部連結
- AKB48官網成員介紹頁 （页面存档备份，存于）（日語）
- 馬嘉伶的X（前Twitter）（日語）（繁體中文）
- 馬嘉伶的Instagram帳戶（日語）（繁體中文）
- 馬 嘉伶（AKB48 チームA）的SHOWROOM專頁（日語）（繁體中文）
- YouTube上的馬嘉伶頻道